# Bart’s Not Dead
«Bart’s Not Dead» (с англ. — «Барт не умер») — премьерная серия тридцатого сезона мультсериала «Симпсоны». Впервые вышла 30 сентября 2018 года в США на телеканале «Fox».

## Сюжет
На школьном концерте, во время игры Лизы на саксофоне, Джимбо, Дольф и Керни решают, что Барт должен сорвать концерт, дёрнув пожарную сигнализацию, но он отказывается, думая о Лизе. На следующий день Мардж гордится им, но Гомер и дедушка Симпсон говорят ему принять вызов, как мужчина. В Каньоне «Эхо» Нельсон, Джимбо, Дольф и Керни вызывают Барта спрыгнуть с плотины, однако он падает на бетон.
В Спрингфилдской больнице Барт просыпается, и чтобы не разочаровать Мардж, он лжет, что был в раю и встретил Иисуса. Несмотря на предупреждения Лизы, Барт продолжает лгать о том, на что похожи Небеса, и становится популярным. Продюсеры христианского кино приходят в дом, чтобы представить Гомеру и Барту возможность снять фильм об этом «опыте». Барт заставляет Гомера и Неда Фландерса вместе работать над фильмом.
Фильм начинает сниматься, но вина Барта возрастает, и ему снятся кошмары. В кошмарном сне он попадает на небеса, где сперва встречает дедушку Бувье, который ругает его, а затем и Иисуса Христа, который избивает его лицо. Несмотря на это, фильм «Bart’s Not Dead» (с англ. — «Барт не умер»), наконец, выходит в свет.
Дома перед сном Барт признаётся, что это была ложь, к которой Гомер притворяется удивлённым. Как только Мардж слышит новости, Лиза объявляет, что фильм стал хитом, заработав более 100 миллионов долларов в кассах. Мардж настаивает, что они должны признаться, и на пресс-конференции Гомер и Нед отдают прибыль на благотворительность, и всё прощено.
Поздним вечером, чтобы утешить раскаявшегося Барта, Лиза присоединяется к нему на крыше их дома. Пару черепиц выпадают, и дети падают на землю, но, к счастью, приземляясь в кучу листьев, подметённых Гомером, которую они воспринимают как настоящее чудо.
В финальной сцене, несколько лет спустя Барт прибывает на Небеса и встречается с Гомером, который призывает его встретиться с Иисусом. Сам Гомер убегает в индуистский рай, чтобы попросить Кришну отправить его обратно на Землю. Ему предлагают выбрать перевоплощение в черепаху или генерального директора фармацевтической компании, и он быстро выбирает черепаху.

## Отношение критиков и публики
Во время премьеры на канале Fox эпизод просмотрели 3.24 млн человек с рейтингом 1.4, что сделало его самым популярным шоу на канале Fox за одну ночь. Деннис Перкинс из «The A.V. Club» дал эпизоду оценку 4-, сказав, что серию «направлено на возвращению к более ориентированному персонажу».
Джесси Шедин из IGN дал эпизоду 7,2 из 10, заявив, что это «одна из лучших премьер сезонов „Симпсонов“ в последние годы, в основном потому, что она рассказывает умную, забавную историю, а не полагается на уловки. Хоть не в полной мере используется его идея, но серия всё ещё даёт некоторую убойную сатиру на коммерческие религиозные фильмы и сильный взгляд на отношения Барта с Гомером и Лизой.»
Тони Сокол из Den of Geek дал серии три из пяти звёзд.
В феврале 2019 года сценарист серии Стефани Гиллис получила премию Гильдии сценаристов США в области анимации 2018 года.
На сайте The NoHomers Club согласно голосованию, большинство фанатов оценили серию на 3/5 со средней оценкой 3.19/5.